# Sakaide
Sakaide (jap. 坂出市 Sakaide-shi) – miasto portowe w Japonii, w prefekturze Kagawa, na wyspie Sikoku (Shikoku).

## Położenie
Sakaide znajduje się w centralnej części prefektury Kagawa, nad Morzem Wewnętrznym (Seto-naikai). Przepływa przez nie rzeka Aya (38 km). Miasto jest połączone Wielkim Mostem Seto (Seto Ō-hashi) z miastem Kurashiki w prefekturze Okayama na wyspie Honsiu (Honshū).

## Historia
Miasto prosperowało w okresie Edo (1603–1868) jako producent soli i centralny port jej transportu. Po II wojnie światowej nastąpił okres wysokiego wzrostu gospodarczego. W latach 1965–1972 zrealizowano projekt polegający na rekultywacji pól solnych. Zaproszono duże zakłady przemysłowe do inwestycji wzdłuż wybrzeża i rozbudowano port, wykorzystując teren pozostały po polach solnych. Otwarcie dla ruchu Wielkiego Mostu Seto w 1988 roku i ukończenie dróg ekspresowych stworzyło z Sakaide bramę do całej wyspy Sikoku i węzeł transportowy na morzu i lądzie.

## Przemysł
W mieście znajduje się rafineria ropy naftowej. Rozwinął się przemysł chemiczny, maszynowy oraz stoczniowy.

## Galeria

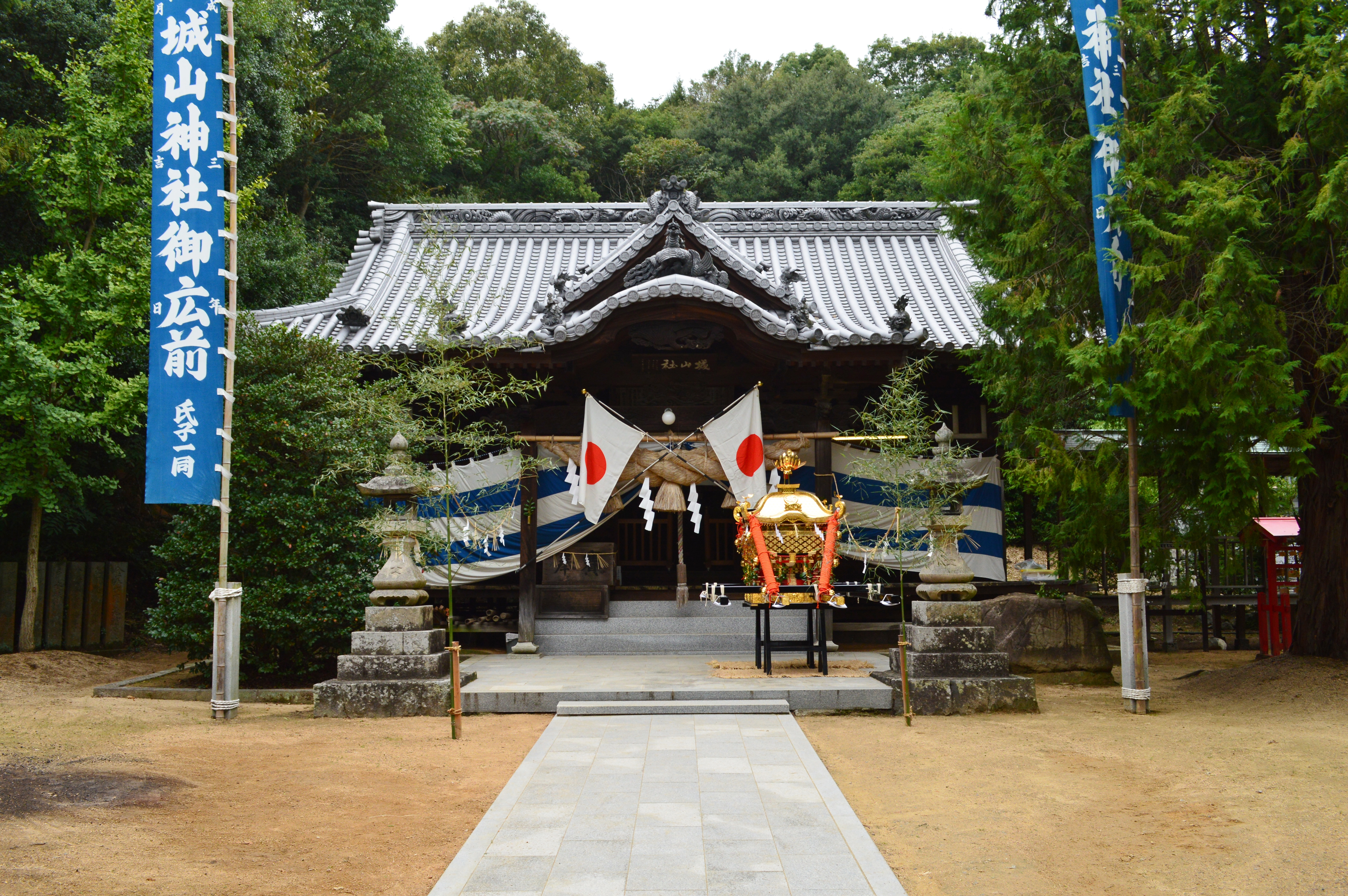
Chram Kiyama-jinja
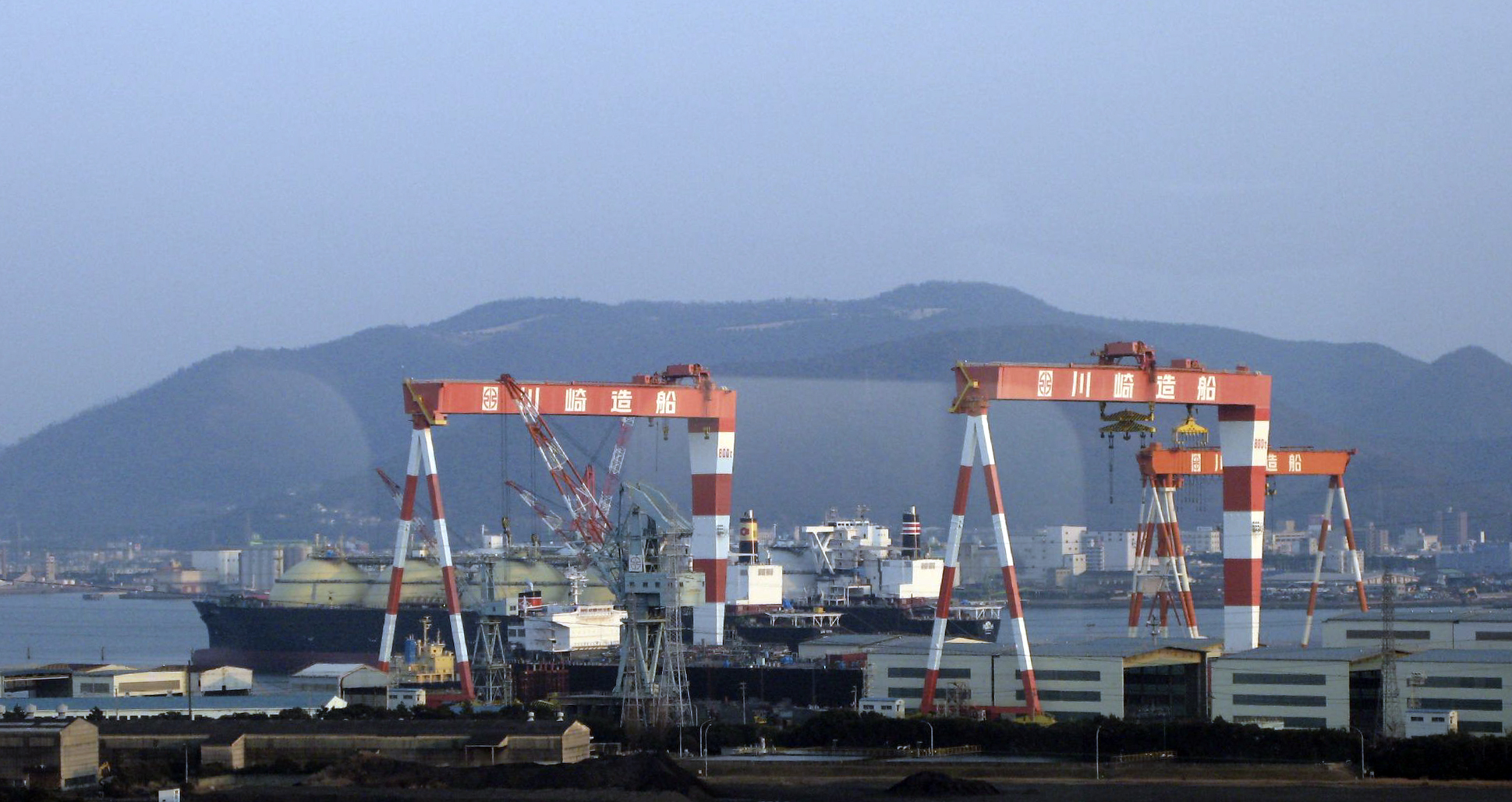
Stocznia Kawasaki w Sakaide
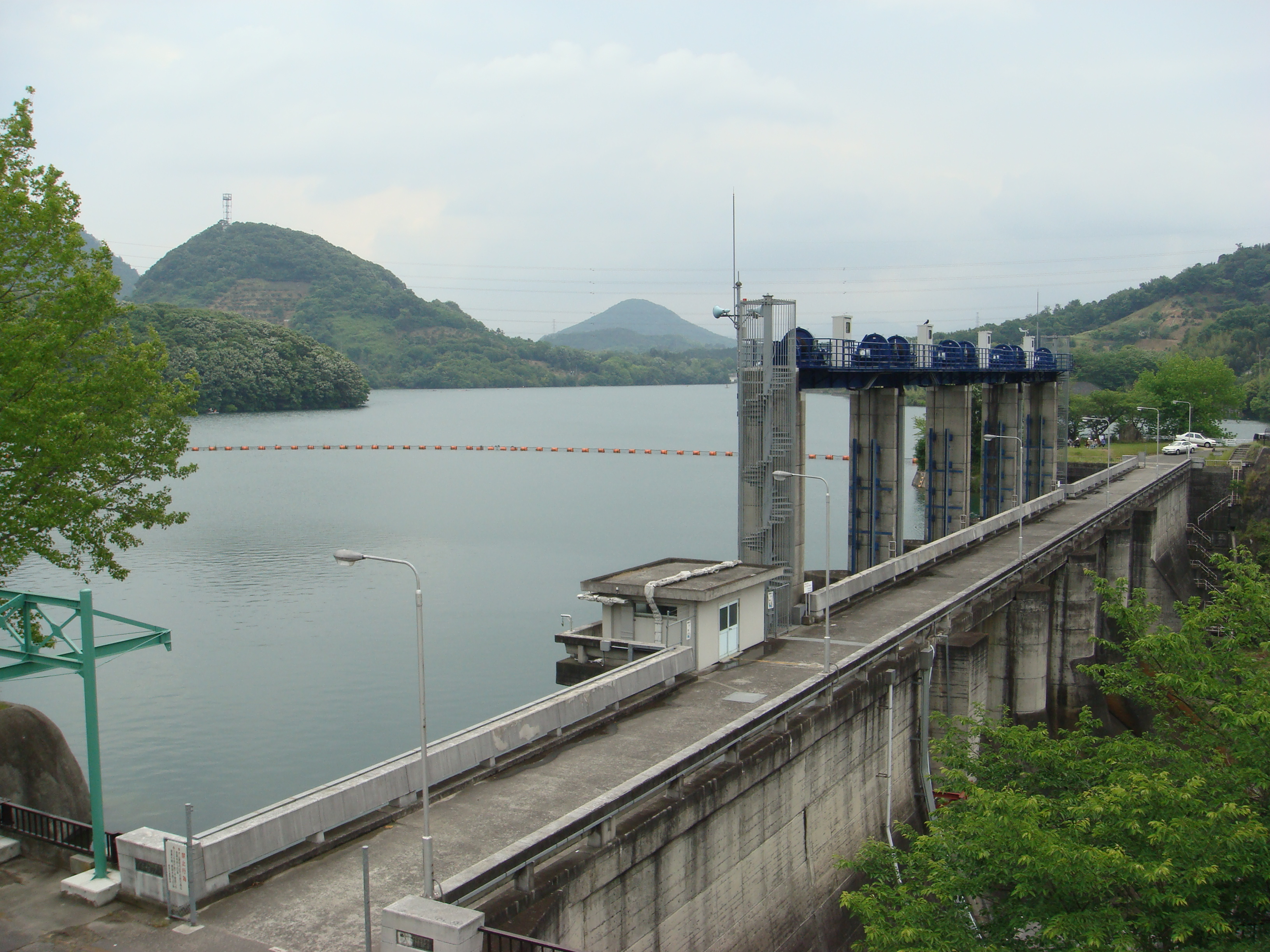
Jezioro i tama Fuchū na rzece Aya